# Альптемочин, Ахмет Куртджебе
Ахмет Куртджебе Альптемочин (тур. Ahmet Kurtcebe Alptemoçin; род. 27 января 1940, Стамбул) — турецкий государственный и политический деятель. Инженер-механик и промышленник, член «Партии Отечества».

## Биография
Окончил Ближневосточный технический университет в Анкаре со степенью бакалавра технических наук инженера-механика. Затем занялся политикой и был избран в Великое национальное собрание Турции от Бурсы от «Партии Отечества».
Занимал должность министра торговли с 1984 по 1985 год и министра иностранных дел с 1990 по 1991 год.